# Liomma laeve
Genre
Espèce
Liomma laeve, unique représentant du genre Liomma, est une espèce d'opilions laniatores à l'appartenance familiale Nomoclastidae.

## Distribution
Cette espèce est endémique de la province de Tungurahua en Équateur. Elle se rencontre vers Baños.

## Description
La femelle holotype mesure 3 mm.

## Publication originale
- Roewer, 1959 : « Neotropische Arachnida Arthrogastra zumeist aus Peru, IV. » Senckenbergiana biologica, vol. 40, p. 69–87.